# Plum Grove, Texas
Plum Grove là một thành phố thuộc quận Liberty, tiểu bang Texas, Hoa Kỳ. Năm 2010, dân số của xã này là 600 người.

## Dân số
- Dân số năm 2000: 930 người.
- Dân số năm 2010: 600 người.